# 시미즈 에소라
시미즈 에소라(清水絵空) 미디어 믹스 프로젝트(D4DJ)의 등장인물.유닛 'Peaky P-key'의 멤버.
CV:쿠라치 레오

## 인물
PeakyP-key의 러블리(ラブリー) 담당(자칭).
타고난 엔터티너로 자신도 모두 즐겁게 하기 위해 히비키코들의 DJ 활동에 참여하고, 사재 제공에도 아낌이 없는 반면, 상대를 방심시켜 본심을 끌어내는 책략가의 일면도 있다.
터무니없는 부자의 출생(그루미쿠 유닛 스토리에 의하면, 아버지는 오디오 기기의 회사를 경영하고 있는 것 같다).
재력과 행동력을 구사하여 삐걱삐걱하거나 다른 유닛의 활동을 뒷받침한다.
그 활동 내용은, 「히비키코들을 위해서만 라이브 이벤트&음악 홀을 시작한다」(구루미쿠 유닛 스토리로부터) 등 월등.
구루미쿠의 몬스터 헌터 콜라보 이벤트도, 작중 세계에서는 그녀의 회사가 실시한 것 같다.
실은 초등부 시대, 아리스가와 학원에 재적하고 있던 과거를 가진다.양엽학원에 진학한 이유는, 그림 하늘 가로되, '온실에서 자라 철부지 규수가 되지 않도록, 스스로의 세계를 펼쳐 줄 만한 천재와 만나기 위해서'.
마찬가지로 아가씨의 도월 레이나, Lyrical Lily의 면면과는 예로부터 면식이 있다.